# Rada tří
Rada tří (označovaná také R3) byla organizace nekomunistického a protifašistického odboje na území protektorátu v letech 1944–1945. V jejím čele z počátku stáli Josef Grňa, generál Vojtěch Luža a Josef Císař. Udřzovala styk s výsadkáři z Velké Británie a jejich prostřednictvím spojení s Londýnem a organizovala partyzánské skupiny. Na jaře 1945 představovala největší vojensko-partyzánskou organizaci v českých zemích.

## Vznik a vývoj

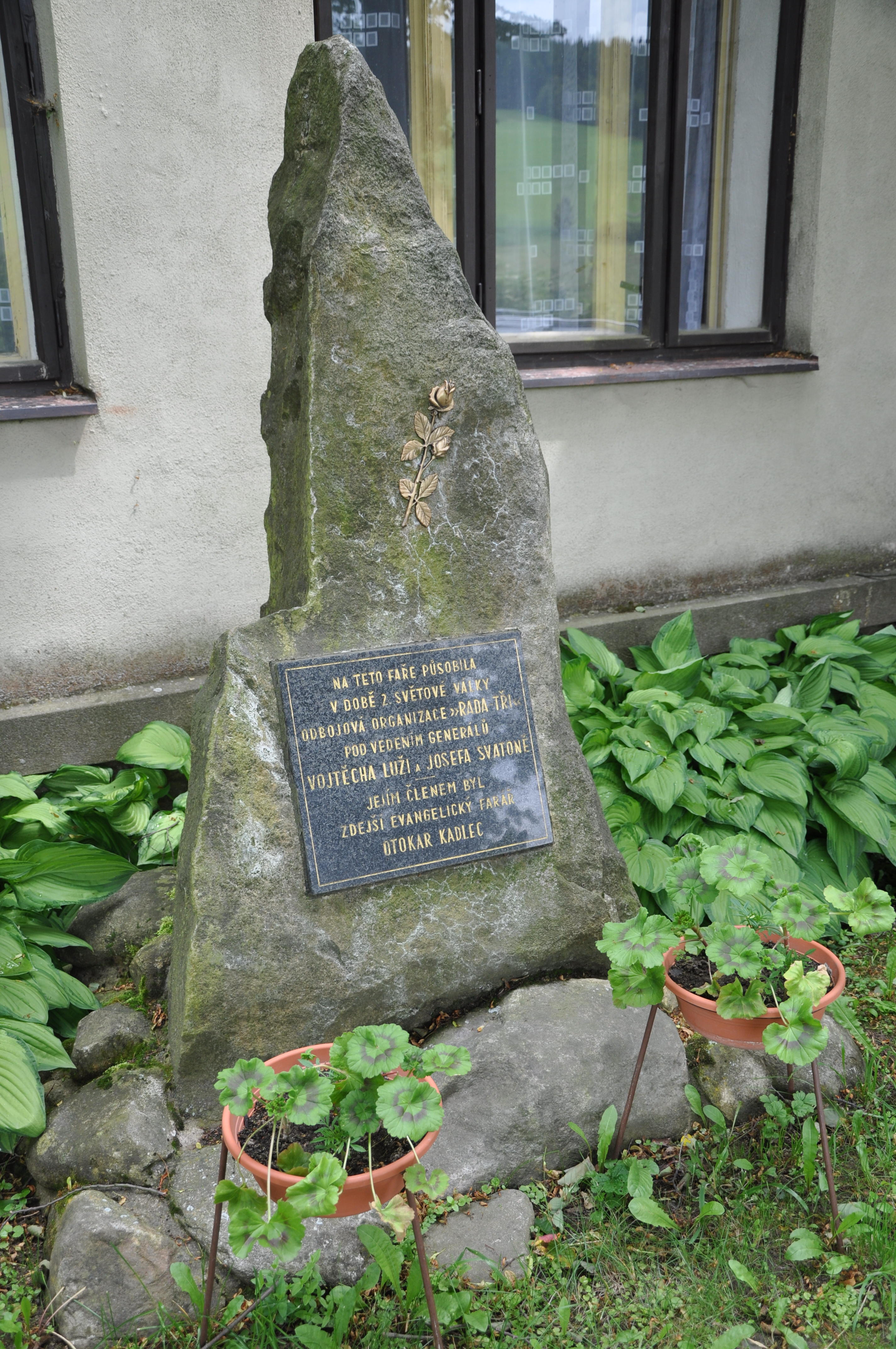
Pamětní deska Rady tří před evangelickou farou v Telecím.

R3 vznikla postupně na torzu odbojových organizacích Obrana národa a Petiční výbor Věrni zůstaneme (PVVZ), které téměř zanikly dekonspirací gestapa. R3 vznikla v září 1942 na Českomoravské vysočině a na Vysočině nejdříve pod názvem Přípravný revoluční výbor, posléze Jaro a nakonec v létě 1944 jako Rada Tří. Základem pro zamýšlenou poválečnou politiku byla zkrácená obdoba programu Za svobodu PVVZ tentokráte nazvaný Co chceme. Program obsahoval požadavky vzniku socialistického národního státu, lidové demokracie a součinnost se sovětským Ruskem. Formou letáku s názvem Naše desatero byl vytištěn v nákladu 10 000 výtisků.
Londýnská exilová vláda Radu tří v čele s vojenským velitelem generálem Lužou a politickým představitelem Josefem Grňou uznala jako zastřešující organizaci v domácím odboji.[zdroj?] Přímé spojení skrze ministra národní obrany gen. Ingra zajišťovaly nejprve vysílačka Sparta, po jejich zničení v roce 1941 parašutistické výsadky z Británie, od roku 1943 kurýrní služba a v roce 1944 opět vysílačky výsadků Calcium a Barium.[zdroj?]

## Partyzánský odboj
Po vylodění spojenců v Normandii v červnu 1944 započaly přípravy na partyzánský boj, který měl přerůst v ozbrojené povstání. V něm měl gen. Luža podporu odbojových skupin i exilové vlády jako jeho velitel.[zdroj?] Na výzvu Josefa Císaře a Františka Jiříkovského (skupina Rady tří Avala) se Luža přesunul k Říčanům u Prahy, kde připravoval konkrétní kroky pro partyzánský boj, který měl podle jeho představ podobně jako Slovenského národního povstání po přiblížení fronty přejít v ozbrojené povstání lidu proti okupantům.[zdroj?] Později po zajištění zázemí za ním měli přijít klíčoví spolupracovníci.[zdroj?]
Rada tří budovala podzemní armádu, chyběla pro ni ale výzbroj. Počátek bojových operací záležel na dostatečném přiblížení fronty k českým zemím a na stavu výzbroje. Proto Rada tří žádala exilovou vládu v Londýně o dodávku zbraní, které byly přislíbeny, avšak do zimy 1944 nedodány. Komplikovaný pokus o kontakt a případné dodávky zbraní ze Sovětského svazu se před seskokem sovětských paradesantních výsadků nezdařil a tak jediným zdrojem zbraní mělo být území protektorátu – sklady zbraní SS ve výcvikovém prostoru u Benešova a muniční továrna ve Vlašimi, kde operovala a monitorovala oblast odbojová skupina Sigma. Případná podpora ze Slovenska se stala po začátku tamějšího povstání neuskutečnitelnou. Přesto po započetí boje spoléhala Rada tří na podporu od západních spojenců a Rudé armády.[zdroj?]
Gen. Luža vydal v létě 1944 výzvu čsl. důstojníkům, kteří se do odboje dosud nezapojili: Proto v poslední hodině vyzývám bývalé příslušníky naší branné moci, v první řadě aktivní důstojníky, aby nečekajíce na zavolání dali se k dispozici stávajícím organizacím domácího odboje. Ti z nich, kteří se činně nezúčastní osvobozovacího boje, budou postaveni před vojenské soudy pro úmyslné nekonání svých povinností. Po častých zatčení a následných mučeních a popravách odbojářů vydal rozkaz, že je při zatýkání gestapem nutno klást náležitý odpor: Čest národa, a tedy i armády žádá, aby se každý jeho příslušník a tím méně už aktivní důstojník nebo voják nedal gestapem zatknout, aniž by projevil náležitý odpor. Všichni, kteří se nechali a ještě nechají podobným způsobem zatknout, budou postaveni před vojenský soud.
Po ztrátě klíčových osob (například generál Luža byl v říjnu 1944 zastřelen četníky) a jejich spojení na sítě během podzimu 1944 se Rada tří stala už jen koordinační platformou pro jednotlivé skupiny, bez ambicí na národní povstání a komunikačním mostem s vládou v Londýně.[zdroj?] Při ústupu německé armádní skupiny Střed přes Československo byl počet německých vojáků řádově vyšší (cca 1 milion) než za protektorátu a jakýkoliv výraznější střet s nimi nebyl možný. Partyzánská činnost se soustředila na izolované záškodnické výpady malých, ale četných skupin bojovníků ve svých operačních prostorech, záškodnické akce na infrastrukturu a podporu frontových jednotek a spojeneckého letectva.
Z podnětu Rady tří, ilegální Ústřední rady odborů a čtvrtého ilegálního vedení KSČ byla na podzim 1944 založena Česká národní rada.
Skupiny blízko Prahy se připojily k Pražskému květnovému povstání. Po porážce Německa se příslušníci Rady tří podíleli na přebírání moci a zakládání místních národních výborů.[zdroj?]

## Po válce
V květnových revolučních dnech se představitelé Rady tří neprosadili do České národní rady a neměli tak možnost podílet se ve vrcholných postech na výkonu moci poválečné republiky. Z druhotných postů vzniklých po osvobození byli postupně odvoláváni na nátlak komunistů. Po komunistickém převratu v roce 1948 bylo mnoho předních osobností i obyčejných odbojářů perzekvovaných (Rastislav Váhala), vězněných (Josef Grňa, Karel Steiner), popravených (Josef Robotka) za vykonstruovanou účast za války na protikomunistickému odboji, nebo za skutečný odboj po únoru, nebo jen politický odpor proti komunistům. Další odešli v očekávání represí do emigrace (Josef Císař, Radomír Luža).
Důvod nenávisti komunistů je podle historika Eduarda Stehlíka nasnadě: Dokázali totiž, že když to okolnosti vyžadují, když je demokracie v jejich vlasti ohrožena, tak jsou schopni sáhnout po zbrani a nebojí se nasadit ani život. Proto byli komunistům tolik nebezpeční.

## Klíčové události
- v září 1942 byla založena skupina Přípravný revoluční výbor – Josef Grňa (krycími jmény Ferda, Dvorský, Vlk) (1897–1967) jako politický představitel, Karel Veselý-Štainer (Karel, Richard) (1903–1993), Josef Robotka (Rudolf, Jindřich) (1906–1952)
- v lednu 1943 se připojuje jako vojenský velitel Vojtěch Luža (Václav) (1891–1944) se svou sítí, skupina má nový název Jaro.
- 3. dubna 1944 proběhl výsadek Calcium
- v dubnu 1944 se připojil Josef Svatoň (Doubek) (1896–1944), Eduard Soška (Eda) (1913–1944), Jan Moravanský se svou sítí Vysočina-Sever (Generál Svatoň)
- v létě 1944 se připojil Josef Císař (Král) (1897–1967) se skupinou Avala-Modrý kruh, skupina nese název Rada Tří
- 13. září 1944 byl zastřelen člen skupiny Sigma Josef Ouředník a zatčen František Jiříkovský z Avaly 13. září 1944
- 30. září 1944 proběhl výsadek Jermak
- 2. října 1944 padl Vojtěch Luža po přestřelce s četníky v Hřišti u Přibyslavi
- vojenským velitelem se stal Svatoň, který však svou moc delegoval na Šteinera, Robotku a Sošku.
- 24. října 1944 proběhl výsadek Dr. Miroslav Tyrš
- 1. listopadu 1944 padl Svatoň a Soška po přestřelce s gestapem u Pasek poblíž Proseče
- 2. listopadu 1944 byl zatčen Josef Císař gestapem
- vojenským velitelem se stal Šteiner a Robotka
- 21. prosince 1944 výsadek Tungsten
- 22. března 1945 výsadek Bauxite
- 16. dubna 1945 shoz zbraní prostřednictvím letadel B-24 Liberator zvláštní letecké skupiny USAF 2641.SG na cílovou plochu Lesy pro skupinu Jindra-Havran[8]
- 17. dubna 1945 shoz zbraní na stejné místo pro skupinu Luža, Delta a Tau[8]
- 18. dubna 1945 shoz zbraní obdobně na cílovou plochu 8 km JZ od Velkého Meziříčí pro skupinu Věra[8]
- 20. dubna 1945 na žádost České národní rady výsadek Platinum s vysílačkou Věra přesunut přes Třebíč do Prahy pro zajištění spojení Košické vlády, Londýna se Zpravodajskou brigádou v Praze.[8]

## Skupiny
- Niva, okolí Domažlic, Strakonic (od zimy 1944)[9]
- Zpravodajská brigáda, Praha; skupiny Toledo, Železo, Havran, Modrý kruh[10]
- Sigma, okolí Vlašimi a Říčan, velitelé Josef Ouředník (1901–1944), Karel Mueller Alex
- Skupina CH, okolí Pardubic (říjen 1944)
- Sečští partyzáni, okolí Chotěboře
- Generál Svatoň, okolí Chotěboře, Poličky, Žďáru nad Sázavou, Nového Města na Moravě; mimo jiné skupina Černý-Čapajev později se spojila s výsadky Jermak a Miroslav Tyrš
- Tau, okolí Velkého Meziříčí
- Horácko, okolí Znojma
- Generál Luža, okolí Brna a Tišnova, velitelé Radomír Luža, Bohuslav Indra(1891–1961[11]) Poustevník, Havran; celkem 12 skupin: mimo jiné PAM 5, Sosna
- Delta, okolí Boskovic
- Korbel, okolí Velké Bíteše
- Alfa, okolí Zlína, Uherského Brodu a Hodonína
- Brázda, okolí Přerova
- Beta, okolí Hranic, Vsetína, Moravské Ostravy
- Avala-Modrý kruh, hasičské sbory na území protektorátu, velitel Josef Císař, František Jiříkovský Pobera (1904–?), Rastislav Váhala Kozák (1909–1988) (do prosince 1944)
- 3. čs. úderná rota, okolí Boskovic (do října 1944)
- Jindra-Havran[8][12]
- napojení na komunistický odboj (ilegální KSČ), odbory
- napojení na Přípravný revoluční národní výbor generála Zdeňka Nováka Strýc (1891–1988) (do června 1944)

## Paradesantní výsadky

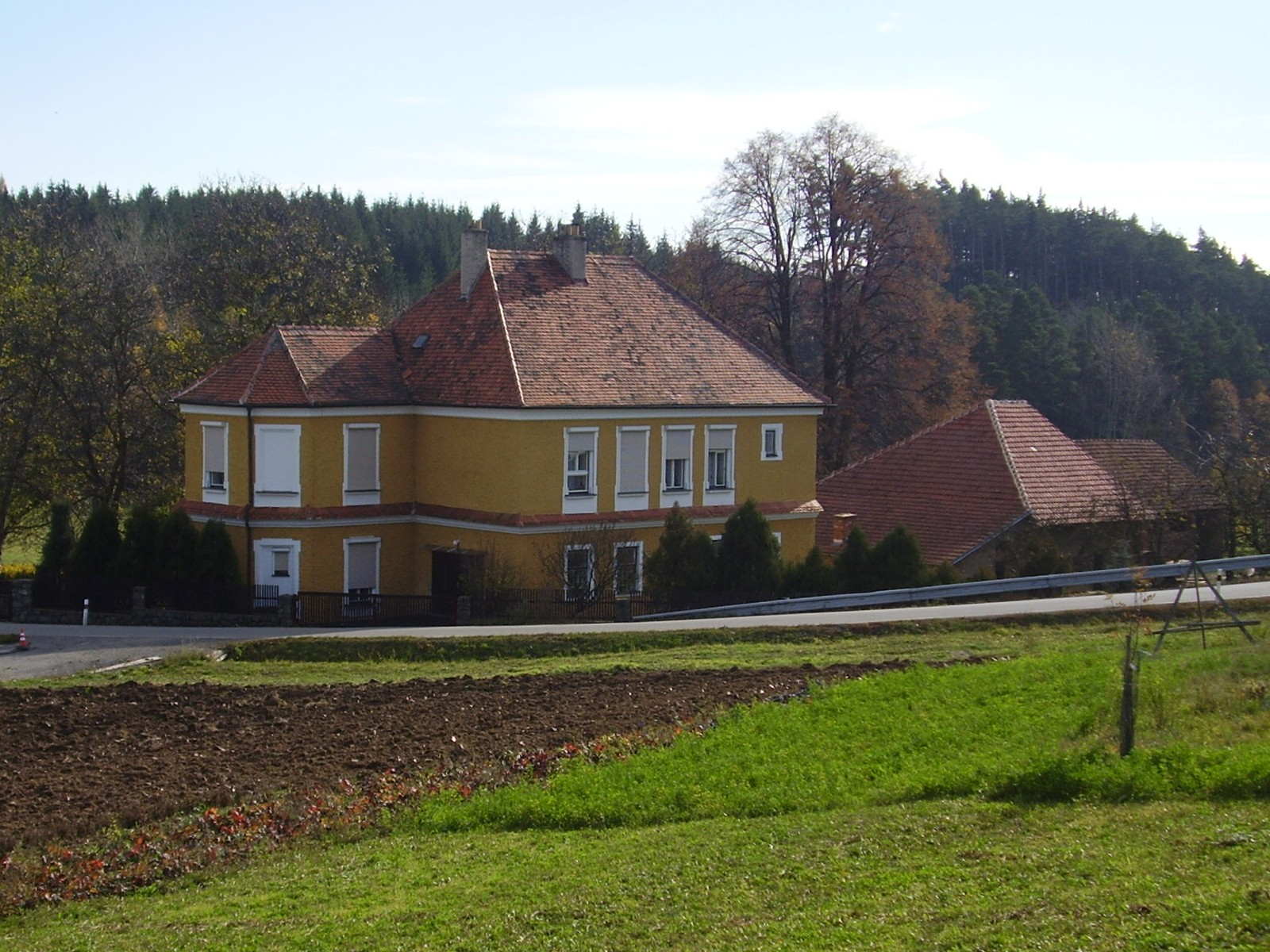
Dům dříve v majetku rodiny Bohuslava Indry, součástí bývalé cihelny u Pánova. Zde se také skrývali členové Rady tří a byla zde mimo jiné destinace umístěna vysílačka Věra.

K organizaci Rada tří byly z Londýna vyslány výsadky, které měli obnovit ztracené radiové spojení, pomoci organizovat partyzánský odboj a shoz zbraní. Po splnění svých úkolů se měli dát k dispozici domácímu odboji. Naopak ruské výsadky plnily především autonomní partyzánské úkoly vázané k podpoře postupu Rudé armády, kontakt s domácím odbojem byl především pro jejich zásobování, vzájemné kooperace a získávání informací.

### Západní spojenci
výsadek Calcium
Odstrčil, Gemrod, Široký, Niemczyk (seskok 3. dubna 1944), vysílačka Milada a Zdena
výsadek Tungsten
Rudolf Pernický, Musil (seskok 21. prosince 1944), radiomaják Eureka pro leteckou navigaci
výsadek Platinum-Pewter
Nechanský, Klemeš, Pešan, Vyhnák (seskok 15. února 1945 u Javorné, Nasavrky), vysílačka Anna (pro oblast Velká Bíteš – Veverská Bítýška) a Věra (pro oblast Velkého Meziříčí a skupinu poručíka Vetišky), radiomaják Eureka. Ze dvou vysílaček byla sestavena pouze jedna funkční – Věra, která vysílala postupně z bývalé cihelny škpt. Bohuslava Indry nedaleko Pánova, z domu autodopravce Malého ve Velké Bíteši a z dřevěného domu hodináře Louckého v Ludvíkově u Velké Bíteše.
výsadek Bauxite
Hromek (seskok 22. března 1945), vysílačka Jarka

### Rudá armáda
výsadek Jermak
Dmitrijev, Petrovskij, Železňak, Ivanovova, Paršinova, Šapovalova, Nowacki, Žukov, Fursenko, Nikolskij, Iljin, Chlud, Litviško, Mitin, Kolomijec, celkem 15 členů (seskok 30. září 1944 mezi Ruprechtovem a Račicemi u Vyškova)
výsadek Dr. Miroslav Tyrš
Hudec, Ruttkay, Dibdiak, Kahala, Silný, Kanka, Hazucha, Novák(Blaho), Labunskij, Krasavinova, Osipov, Andrejev, Začupejko, Šijanov a Korovin, celkem 15 členů z toho 8 Slováků (seskok 24. října 1944 u Lipic, Bitětic a Pejškova u Pelhřimova)